# Boerenboom en Oude Gouwsboom
De Boerenboom en de Oude Gouwsboom zijn twee waterpoorten in de Nederlandse plaats Enkhuizen, gelegen in de Vest, de vestingwal aan de landzijde van de stad. Deze poorten, die met een houten schot werden gesloten en zo ook als sluis konden fungeren, zijn gebouwd in 1593, toen bij een grote stadsuitbreiding de huidige vestingwal werd aangelegd. De Boerenboom komt aan de stadszijde uit op de Noorder Boerenvaart, in de zogeheten Boerenhoek, en de Oude Gouwsboom komt buiten de stad uit op de Oude Gouw.

## Ketenboom
Naast deze twee "sluitbomen" was er nog een derde, de Ketenboom bij de voormalige (nieuwe) Ketenpoort aan de Zuiderdijk. Deze Ketenboom bevond op het terrein waar nu het bedrijf Renolit is gevestigd op industrieterrein Ketenwaal. De Ketenboom, en de restanten van de landpoort, zijn eind 19e eeuw gesloopt ten behoeve van de aanleg van de spoorweg Zaandam-Enkhuizen. In augustus 2017 zijn de restanten van de Ketenboom blootgelegd door archeologen in verband met de nieuwbouwplannen die Renolit heeft.
Alle drie de waterpoorten hadden een ongeveer gelijke constructie.
De beide nog bestaande bomen zijn nog uit voorzorg gesloten in 1945, aan het einde van de Tweede Wereldoorlog, toen de Duitse bezetter de Wieringermeer had laten onderlopen.

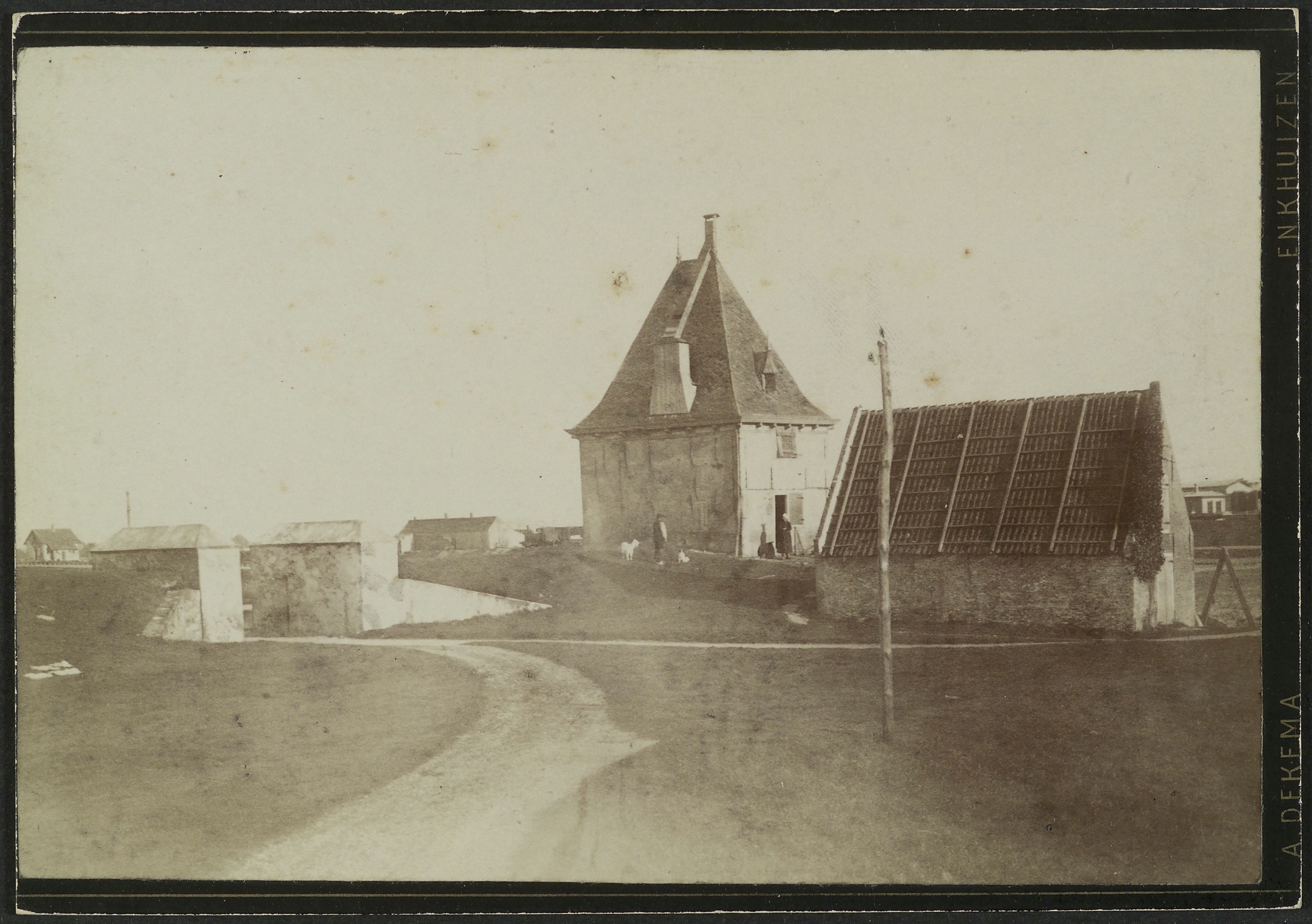
Voormalige Ketenpoort omstreeks de tijd van de sloop
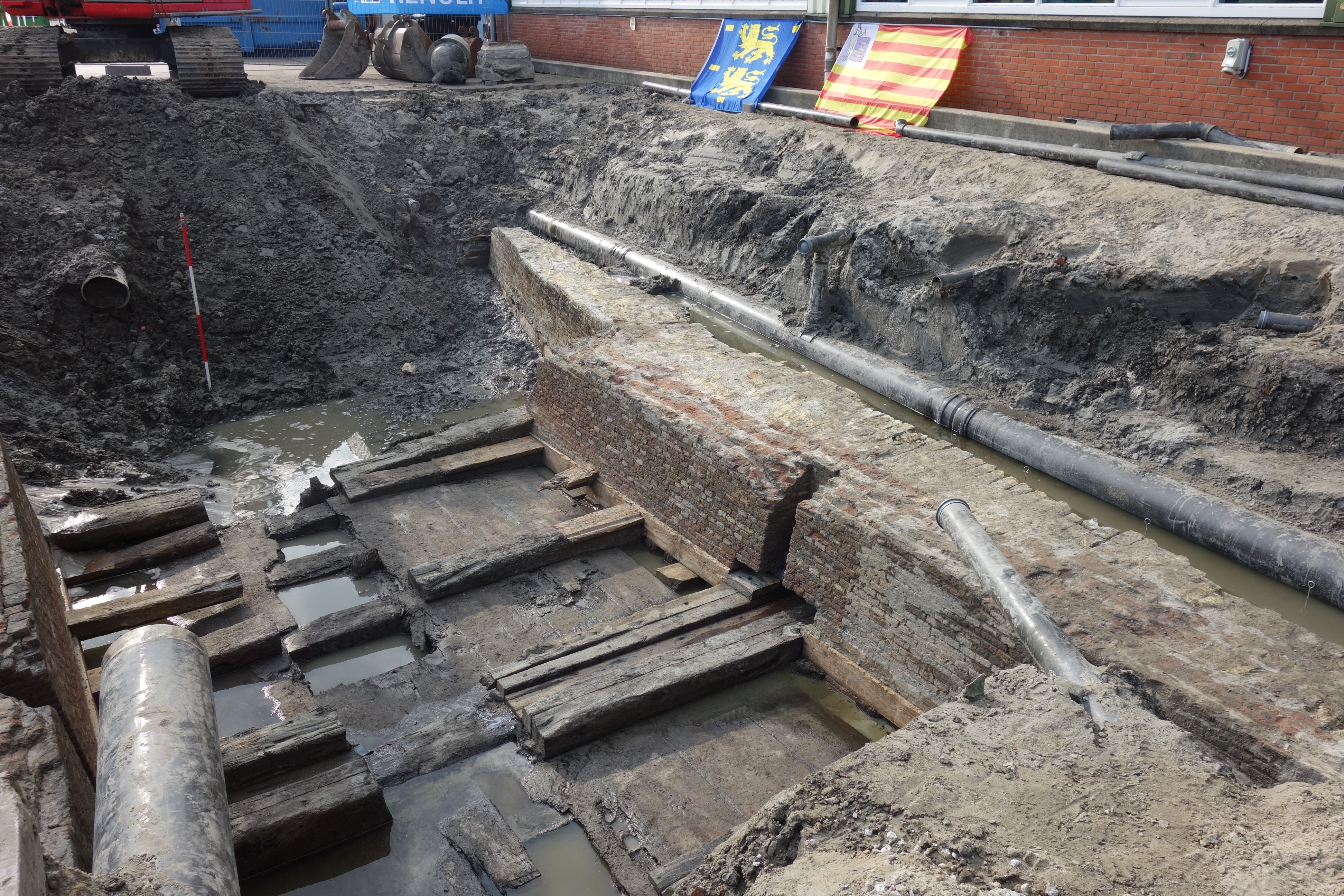
Fundering van de Ketenboom tijdens archeologisch onderzoek in 2017